# 田龟源五郎
田龟源五郎（1964年2月3日—）是日本漫画家，作品以男男色情漫畫為大宗。多摩美术大学美术印刷设计科毕业。经过《Sabu》美术指导后开始男同志漫画创作与小说的连载。田龟源五郎自称自己是同性恋专业艺术家。自己本身也是個同志。
讀者方面，大部份為男性同性戀者，部份男異性戀者及小部分女讀者。大部份作品都以18禁或是重度的BDSM為主，2014年連載的《弟之夫》是田龟首部一般向的漫畫作品。

## 簡歷

### 早年生活與求職
田龜於1964年2月3日在鎌倉市出生，他們家族為古代武士的後裔，有兩個弟弟，田龜小時候被家人禁止看漫畫，唯一例外是手塚治蟲，因為他的父母認為手塚的漫畫具有文學價值。在理髮廳的等候室內，他可以不被限制的看那些少年漫畫，尤其哪裡放了著名的恐怖作家楳圖一雄和永井豪的作品，這些漫畫以大量的暴力與性愛主題而聞名。他童年時已經開始畫圖，到中學時已經會畫些外行的漫畫給同學和老師看。在剛進入青少年時期開始畫色情漫畫，之後閱讀薩德侯爵的小說作品和發現一本名叫《Renaissance》的再版地下BDSM小誌感到震驚，那是啟蒙他日後興趣的開端；早在田龜注意和發現到BDSM興趣之前，就已察覺自己身為同性戀者的身分。
他在確定自身為同性戀的性向之後，開始觀看有著「裸體和被綑綁的男人」場景的電影（像是義大利片《大力神》系列和卻爾登·希斯頓主演的《人猿星球》），並接觸到面向男同性戀群眾的雜誌《Sabu》。他對刊登在《Sabu》上的戀愛故事不感興趣，反而專注把雜誌後面刊登的施虐故事描繪下來。高中時，田龜決定把畫漫畫當作職業，於1982年用筆名投稿漫畫雜誌《June》。《June》是一本Yaoi（男男戀愛漫畫，或叫boys' love或BL）雜誌，設定的目標讀者群皆為女性，以複雜情節和社會寫實的前衛故事而知名；當時的筆名和畫風都和現在不同，田龜刊登在《June》的第一篇故事以一名愛好異裝的美少年，和他父親為何謀殺他男朋友來進展。田龜高中時期一直在性向與施虐興趣中掙扎，一直到大學一年級為止，他都沒有正式出櫃。
在高中畢業後，田龜不顧父母的反對搬去東京的多摩美術大學去學習圖像設計，原先父母期望他考上東京大學，去當一名銀行員。他受到遍布於大學各個角落的同志情色故事、插圖和《薔薇族》、《René》連載作家的漫畫作品，以及其他同志、BL雜誌中各種多樣化筆名的衝擊，最後他以「田龜源五郎」作為筆名；這兩個名詞都是日本用來稱呼不同種類隱角椿象（Nepomorpha）的俗名，田龜作出此選擇僅是要和其他同志日本藝術家常使用充滿「男子氣慨或男性浪漫」的筆名作出區別。在歐洲研究藝術的旅遊期間，田龜在倫敦的一家書店找到美國以皮革戀為主題的雜誌《Drummer》。這本雜誌以同性戀和一些戀物題材插畫，有芬兰汤姆、Rex、 比爾·沃德（Bill Ward）等西方藝術家的作品，這對田龜之後的藝術創作風格影響甚大。之後從大學畢業，開始作商業圖像設計師和藝術總監的工作，這時的他仍舊繼續創作漫畫與散文小說。。

## 風格與影響
田龜在訪談中說過筆下人物形象以熊系（bear type）為主，這個專有名詞是指擁有男子氣慨、肌肉發達、體毛濃密的男性。

## 主要作品

### 单行本
自費出版
- 嬲り者（発行所/Bプロダクト 1994年）
- 柔術教師（発行所/Bプロダクト 1994年）
- 獲物 （発行元/（有）ジープロジェクト 1998年）
- 男女郎苦界草紙 銀の華（上）（発行元/（有）ジープロジェクト 2001年）
- 男女郎苦界草紙 銀の華（中）（発行元/（有）ジープロジェクト 2001年）
- 男女郎苦界草紙 銀の華（下）（発行元/（有）ジープロジェクト 2002年）

一般銷售
- PRIDE（上）（発行元/（有）ジープロジェクト 発売元/（株）古川書房 2004年10月28日 ISBN 4-89236-306-5）
- PRIDE（中）（発行元/（有）ジープロジェクト 発売元/（株）古川書房 2004年11月25日 ISBN 4-89236-310-3）
- PRIDE（下）（発行元/（有）ジープロジェクト 発売元/（株）古川書房 2004年12月21日  ISBN 4-89236-314-6）
- 天守に棲む鬼／軍次（発行元/（有）ジープロジェクト 発売元/（株）古川書房 2005年11月25日  ISBN 4-89236-336-7）
- 田亀源五郎「禁断」作品集（ポット出版 2007年3月28日  ISBN 978-4-7808-0101-9）
- 外道の家（上）（テラ出版 2006年11月30日 雑誌コード:491007486188）
- 外道の家（中）（テラ出版 2007年1月31日 雑誌コード:491007480386）
- 外道の家（下）（テラ出版 2007年3月31日 雑誌コード:4910074860584）
- ウィルトゥース（オークラ出版 2007年10月12日  ISBN 978-4-7755-1058-2）
- 君よ知るや南の獄（上）（ポット出版 2007年12月25日  ISBN 978-4-7808-0109-5）
- 君よ知るや南の獄（下）（ポット出版 2007年12月25日 ISBN 978-4-7808-0110-1）
- 髭と肉体（オークラ出版 2009年9月12日 ISBN 978-4-7755-1427-6）
- 童地獄・父子地獄（ポット出版 2010年12月14日  ISBN 978-4-7808-0156-9）
- 田舎医者/ポチ（ポット出版 2012年4月13日   ISBN 978-4-7808-0178-1）
- 筋肉奇譚（オークス 2012年9月12日  ISBN 978-4-7990-0346-6）
- 男女郎苦界草紙  銀の華 上【復刻版】（ポット出版  2012年10月27日  ISBN 978-4-7808-0186-6）
- 男女郎苦界草紙  銀の華  中【復刻版】（ポット出版  2012年10月27日  ISBN 978-4-7808-0187-3）
- 男女郎苦界草紙  銀の華  下【復刻版】（ポット出版  2012年10月27日  ISBN 978-4-7808-0188-0）
- 冬の番屋/長持の中（ポット出版  2013年7月25日 ISBN 978-4-7808-0200-9）
- エンドレス・ゲーム（ポット出版  2014年6月17日 ISBN 978-4-7808-0207-8）
- 奴隷調教合宿（ポット出版プラス 2017年2月14日 ISBN 978-4-86642-004-2）
- 嬲り者《復元完全版》（ポット出版プラス 2017年10月12日 ISBN 978-4-86642-006-6）

非漫畫書籍
- ゲイ・カルチャーの未来へ（Pヴァイン 2017年10月31日 ISBN 978-4-907276-86-7）

### 連載作品
- 弟之夫（弟の夫）（月刊Action、2014年11月號 - 2017年7月號、全4卷） ※一般誌出道作
- 我們的色彩（僕らの色彩）（月刊Action、2018年5月號 - 2020年7月號、全3卷）

### 海外出版
單行本
- Gunji（H&O Editions、2005年8月、ISBN 2-84547-113-0）
- Arena（H&O Editions、2006年6月、ISBN 2-84547-137-8）
- Goku（H&O Editions 2009年1月、ISBN 978-2-84547-147-4）
- The Passion of Gengoroh Tagame: Master of Gay Erotic Manga（PictureBox、2013年5月 ISBN 978-0984589241）
- My Brother's Husband（Pantheon、2017年5月2日 ISBN 978-1101871515） - The Will Eisner Comic Industry Award「最優秀亞洲作品賞（Best U.S. Edition of International Material - Asia）」最優秀賞受賞作品

画集
- The Art of Gengoroh Tagam（H&O Editions 2007年、ISBN 978-2-84547-128-3）

### 著作
- 《日本のゲイ・エロティック・アート Vol.1 ゲイ雑誌創生期の作家たち》 （ポット出版 2003年12月9日、ISBN 978-4-939015-58-8）
- 《日本のゲイ・エロティック・アート Vol.2 ゲイのファンタジーの時代的変遷》 （ポット出版 2006年8月21日、ISBN 978-4-939015-92-2）
- 《日本のゲイ・エロティック・アート Vol.3 ゲイ雑誌の発展と多様化する作家たち》（ポット出版 2018年12月12日、ISBN 978-4-7808-0233-7）

### 同人誌
- 呪縛の性奴（野郎フェス2016 2016年5月）
- Bitch Of The Jungle（野郎フェス2018 2018年4月）
- 呪縛の性奴～呪的口肛調教録（野郎フェス2019 2019年5月）

### 插畫
- 電視動畫《怪怪守護神》第6話片尾插畫